# Словацьке національне повстання
Слова́цьке націона́льне повста́ння (словац. Slovenské národné povstanie), також відоме як Повстання 1944 року — збройне повстання, організоване словацькими силами спротиву та спрямоване проти режиму Першої Словацької республіки періоду Другої світової війни.
Почалося 29 серпня 1944 року у місті Банська Бистриця та охопило значну територію Словаччини. Було повністю придушене 28 жовтня того ж року за допомогою військ СС та Вермахту. Втім, партизанська війна проти німецьких та лояльних до режиму словацьких військ тривала на теренах країни до її зайняття регулярними частинами Червоної армії навесні 1945.

## Передумови

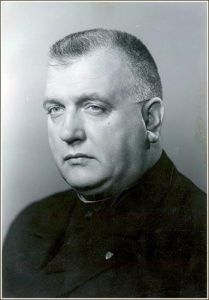
Президент Словацької республіки Йозеф Тисо

За Мюнхенською угодою у вересні 1938 року Словаччина отримала автономію усередині Чехословаччини, а відповідно до результатів Віденського арбітражу у листопаді того ж року була змушена повернути частину своїх південних територій Угорському королівству.
Територіальні втрати, очевидне наближення розпаду Чехословаччини через політику гітлерівської Німеччини, спрямовану на анексію чеських земель, а також загроза повного розділу території Словаччини між Угорщиною та Польщею сприяли консолідації словацьких політичних сил. Така консолідація забезпечила ухвалення словацьким парламентом 14 березня 1939 року попередньо узгодженого з німецьким фюрером Адольфом Гітлером рішення про проголошення незалежності Словаччини.
Утворена таким чином Словацька республіка була де-факто маріонетковою державою німецького Третього Рейху, що вибудовувала власну внутрішню та зовнішню політику відповідно до інтересів Німеччини. Авторитарний стиль керівництва режиму Йозефа Тисо, що отримав владу у країні, швидко породив потужну опозицію з боку численних, різноманітних за політичними спрямуваннями, національністю та конфесійною належністю, груп всередині Словаччини.

## Розвиток руху спротиву
Опозиційні по відношенню до правлячого режиму Словацької республіки сили за політичним спрямуванням умовно поділялися на три напрями: громадянсько-демократичний спротив, орієнтований на відновлення Чехословаччини з широкою автономією Словаччини у її складі; комуністичний спротив, який орієнтувався на політику СРСР щодо відновлення Чехословаччини на засадах федералізму та лівої ідеології; а також соціал-демократичний спротив, який був представлений розрізненими групами соціал-демократичного спрямування, які у своїй діяльності здебільшого знаходилися під впливом комуністичного спротиву.
На ранніх етапах існування Словацької республіки внутрішній спротив був слабко організованим та реалізовувався здебільшого у формі диверсій та саботажу, хоча також застосовувалися демонстрації протесту та страйки. Пізніше почав прискореними темпами розвиватися партизанський рух, участь у якому, крім словаків, брали також французи та радянські військовослужбовці, як з числа війсковополонених, так і спеціально переправлені з СРСР для організації партизанських загонів. Керівником партизанського руху взагалі був досвідчений радянський організатор партизанського руху Олексій Асмолов.

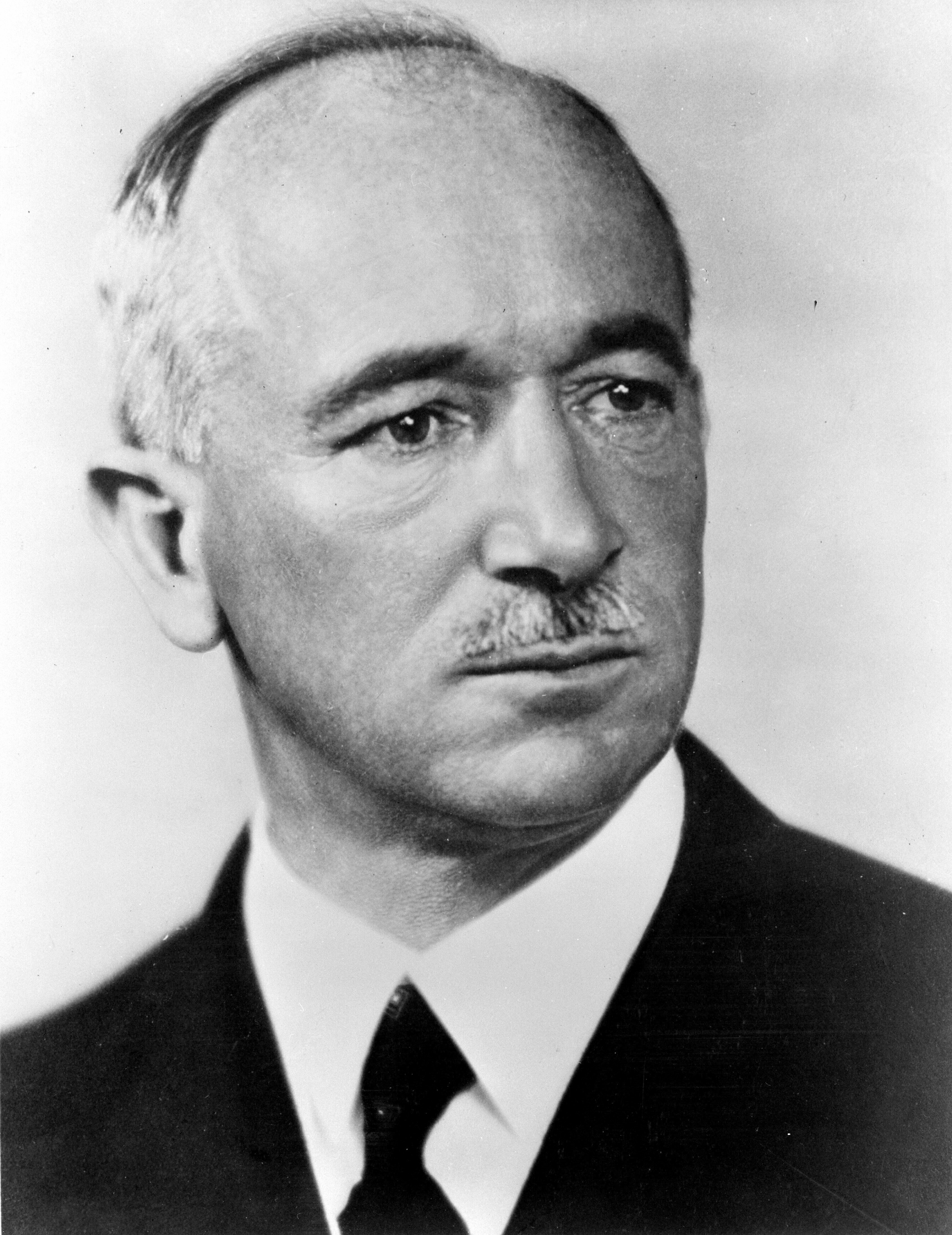
Президент Чехословаччини Едвард Бенеш

Громадянсько-демократичний спротив координував свої дії з чехословацьким урядом у вигнанні, очолюваним колишнім президентом Чехословаччини Едвардом Бенешем. У той же час діяльність комуністичного спротиву координувалася з керівництвом СРСР. Тому вирішальним для консолідації зусиль антифашистського підпілля у Словаччині стало укладання 1943 року договору між Едвардом Бенешем та представниками СРСР, який, зокрема, передбачав спільні дії зі звільнення Словаччини від пронімецького режиму з подальшим відновленням Чехословаччини. Логічним продовженням цих домовленостей стало підписання у грудні того ж 1943 року представниками всіх основних опозиційних політичних сил Словаччини так званої Різдвяної угоди, якою створювалася Словацька Національна Рада (СНР) — єдиний керівний орган руху опору у країні. Метою діяльності СНР були визначені організація загальнонаціонального повстання та керівництво таким повстанням.
Ключовим для майбутнього повстання стало приєднання до сил опору представників словацької армії. На початкових етапах існування формально незалежної словацької держави армійські кола відзначалися високим ступенем лояльності до правлячого режиму. Завдяки військово-технічній допомозі з боку Третього Рейху рівень забезпечення словацької армії значно зріс у порівнянні з періодом Чехословаччини, до того ж створення незалежної армії відкрило перед словацькими офіцерами значні перспективи просування по службі. Тому опозиційні настрої у війську почали розвиватися лише у 1943—44 роках, після низки військових невдач союзників Словаччини на Східному фронті та в Італії. До того ж мораль словацьких військовиків була суттєво підірвана фактичною втратою найбоєздатнішого підрозділу національної армії — Швидкої дивізії — в оточенні під час Сталінградської битви. Врешті-решт у середовищі солдатів та офіцерів словацької армії почали з'являтися осередки сил спротиву, один з найпотужніших сформувався навколо начальника штабу Швидкої дивізії підполковника Яна Голіана, якого навесні 1944 року СНР призначила відповідальним за підготовку загальнонаціонального повстання.

## Хід повстання

### Підготовка
Центром підготовки до збройного загальнонаціонального повстання було місто Банська Бистриця, де розташовувалося Командування Сухопутних військ Словаччини, начальником штабу якого з початку 1944 року служив військовий керівник майбутнього повстання Ян Голіан. Однак безпосередньо підготовча робота проводилася в усіх частинах країни — вибудовувалася структура командування силами спротиву, створювалися підпільні запаси зброї, боєприпасів, медикаментів та харчів. Для фінансування потреб майбутнього повстання за сприяння високопосадовців, які підтримували рух опору, з Братислави до центральних районів країни, що мали стати центром повстання, була переведена значна частина коштів з державного резерву Словаччини.
Одним з важливих елементів військової підготовки до повстання стало переведення до Пряшова, що у східній частині Словаччини, двох дивізій словацької армії, які отримали назву Східнословацького корпусу. Ці дивізії мали завдання захистити Дукельський перевал, головний напрям наступу Червоної армії на територію Словаччини. Однак керівництво підпільної Словацької Народної Ради розраховувало, що при наближенні радянських військ ці дивізії розпочнуть загальнонаціональне повстання, виступивши проти військ Вермахту спільно з наступаючими частинами Червоної армії.

### Початок повстання

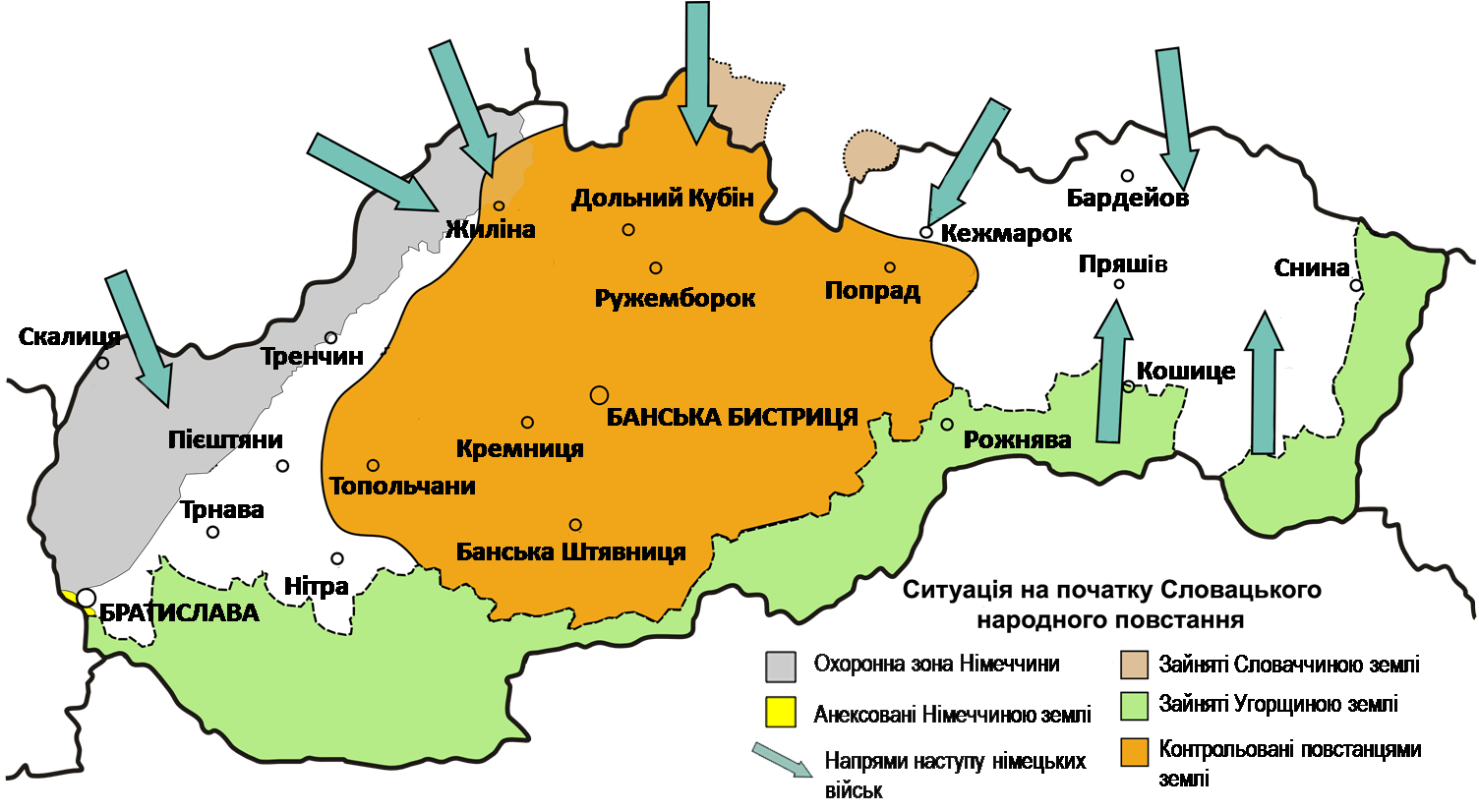
Ситуація у перші дні Словацького національного повстання

У серпні 1944 року частини Червоної армії вже перебували в районі польського міста Коросно, що за 40 кілометрів від словацького кордону. Одночасно у Східній Словаччині активізувалися партизанські з'єднання, сукупна чисельність яких на той час вже сягала 12-14 тисяч осіб. За таких умов уряд Йозефа Тисо 12 серпня 1944 року запровадив у країні надзвичайний стан, а 23 серпня був змушений звернутися до Німеччини по військову допомогу. На той час у країні вже повним ходом йшла партизанська війна — лише 25-26 серпня партизанськими загонами були захоплені міста Ружомберок, Попрад і низка інших.
Однак датою початку Словацького національного повстання прийнято вважати 29 серпня 1944 року, день, коли проти німецьких та лояльних до уряду Тисо словацьких частин виступили підрозділи регулярної словацької армії. Цьому передувало введення на територію Словаччини 28 серпня німецьких армійських та поліційних підрозділів, про що вранці 29 серпня сповістив по радіо Міністр оборони країни Фердинанд Чатлош. Першою збройною сутичкою повстання вважається спроба словацького гарнізону Жиліни під командуванням майора Йозефа Доброводського завадити проходженню через місто німецьких частин, які прямували для боротьби з партизанами.

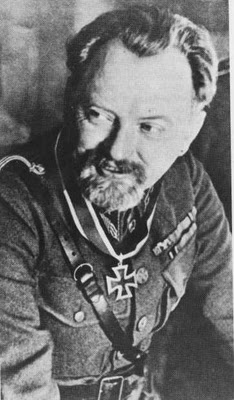
Генерал Августин Малар

Німецькі частини, спрямовані на окупацію Словаччини, наступали з різних напрямів. Словацька Національна Рада звернулася до громадян по радіо із закликом приєднуватися до повстання та чинити збройний опір просуванню німецьких військ. У перші ж дні повстання до нього приєдналася значна частина словацьких військових підрозділів у Центральній Словаччині, до них долучилися тисячі добровольців. Під контролем повстанців опинилося 20 тисяч км² території у центральній частині країни, водночас командування словацьких військових підрозділів на східних та західних землях зволікало з прийняттям рішення щодо приєднання до повстання, і ці підрозділи були здебільшого знезброєні німцями.
Найвідчутнішою для сил повстанців була втрата 40-тисячного Східнословацького корпусу, розташованого у Пряшові. Командувач корпусу генерал Августин Малар, на якого покладалися надії СНР, вважав початок повстання передчасним і приреченим на невдачу без оперативної підтримки з боку Червоної армії. З початком повстання він відбув до Братислави, звідки звернувся до словацьким військ з проханням не чинити опору німецьким частинам. Заступник Малара полковник Тальський, який був одним з організаторів повстання на етапі його планування, також усунувся від керівництва корпусом у ключовий момент та відлетів разом з авіагрупою корпусу на контрольовану Червоною армією територію. Стосовно мотивів вчинку Тальського загальноприйнятої точки зору немає, однак у будь-якому разі сили корпусу так і не дочекалися директив щодо збройного опору німецьким частинам, його особовий склад був знезброєний, частина солдатів пізніше приєдналася до партизанів, частина розійшлася по домівках, а частина була відправлена німцями до концентраційних таборів.
1 вересня 1944 року Словацька Національна Рада оголосила про взяття у свої руки влади у країні. Напередодні Міністр оборони уряду Чехословаччини у вигнанні видав наказ про створення 1-ї чехословацької армії у Словаччині, до складу якої відносилися усі словацькі військові частини, а також цивільні особи, що взяли участь у збройному повстанні.

### Бойові дії

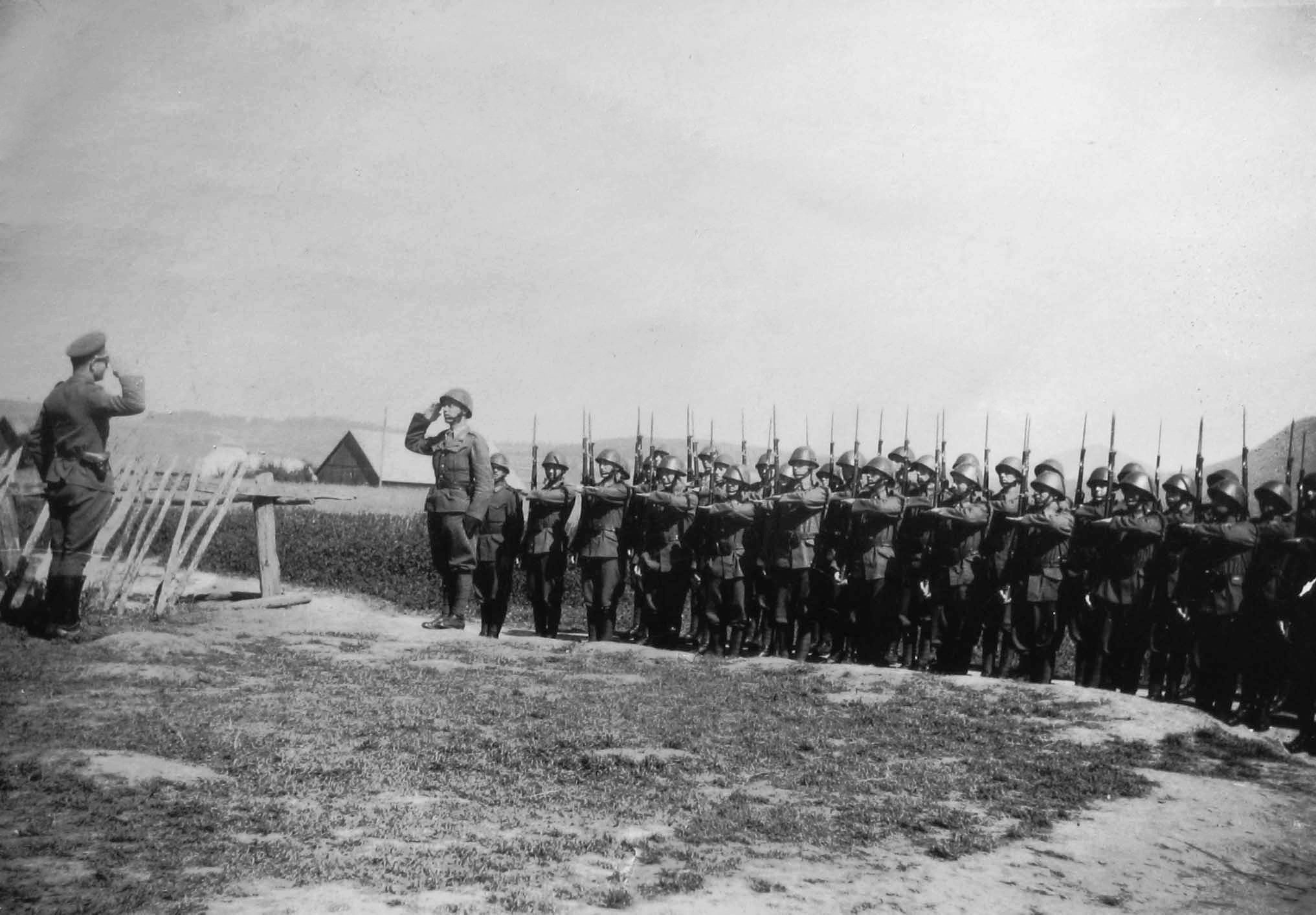
Словацькі зенітники, що брали участь у повстанні.

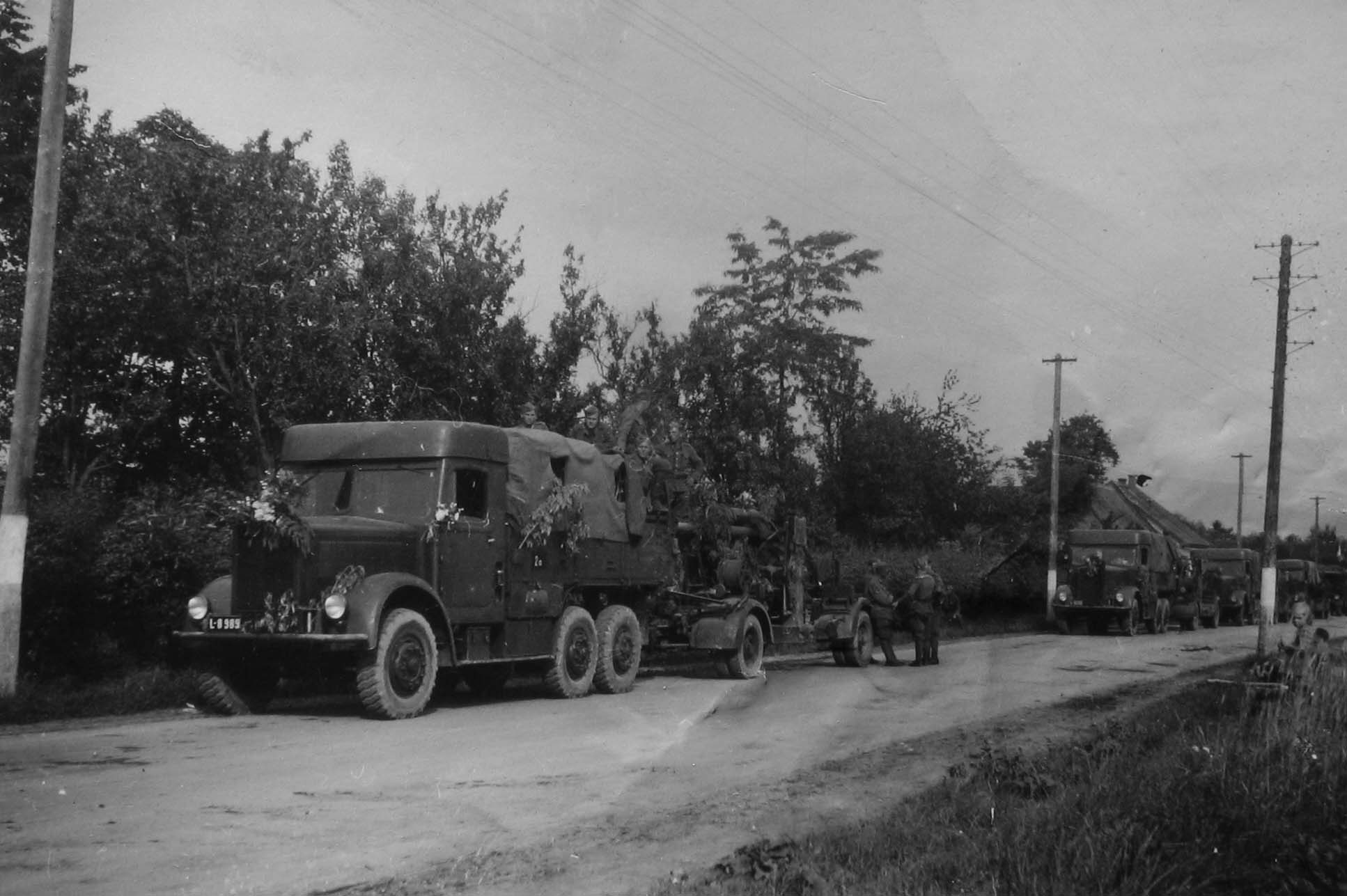
Автоколона повсталих словацьких військ.

Відразу ж з початком Словацького національного повстання офіційні представники Чехословаччини у Москві звернулися до радянського уряду з проханням по військову допомогу словацьким повстанцям. У ніч на 2 вересня 1944 року відбулося засідання Державного комітету оборони СРСР, на якому було прийняте рішення про надання такої допомоги. А вже 8 вересня розпочалася Східнокарпатська операція Червоної армії, у рамках якої, зокрема, війська 1-го Українського фронту під командуванням маршала І. С. Конєва почали наступ у напрямку Словаччини через Дукельський перевал. Однак просування радянських військ було повільним — протягом першого місяця операції частинам Червоної армії вдалося лише вийти на словацький кордон, тож до остаточного придушення повстання підрозділи повстанців протистояли німецьким військам без військової допомоги ззовні.
Період бойових дій під час повстання умовно поділяється на три етапи. Спочатку, з кінця серпня по 9 вересня 1944 року спротив словацьких підрозділів наступу німецьких військових частин був неорганізованим та неефективним, контрольовані повстанцями території стрімко зменшувалися, до того ж відступаючі словаки лишали противнику техніку та боєприпаси.
Протягом другого етапу повстання, з 10 вересня по 18 жовтня, наступ німців уповільнився, оскільки війська повстанців зуміли переформуватися та почали діяти більш організовано та скоординовано. Замість досить загального поділу на дві зони оборони сили повстанців були реорганізовані у 6 підрозділів, що отримали назву тактичних груп. 18 вересня Словацька Національна Рада провела другий етап мобілізації, довівши до кінця місяця загальну чисельність армії повстанців до 60 тисяч вояків, не враховуючи партизанських загонів, чия чисельність оцінюється у ще 18 тисяч. 6 жовтня з Москви, де він перебував у складі чехословацької делегації, до Банської Бистриці прибув член чехословацького уряду у вигнанні генерал Рудольф Вієст, який змінив бригадного генерала Яна Голіана на посаді командувача збройними силами повстанців.
Вирішальний та фатальний для повстання етап почався 18 жовтня 1944 року широкомаштабним наступом з території Угорщини німецьких військ, загальне керівництво якими замість обергрупенфюрера Готтлоба Бергера перебрав обергрупенфюрер Герман Гефле. Ця масована атака з нового для повстанців напряму дозволила німцям доволі швидко досягнути центру повстання — Банської Бистриці, втрата якої 27 жовтня ознаменувала фактичне завершення спротиву у вигляді регулярних військових дій. Тієї ж ночі командувач повстанцями Рудольф Вієст віддав залишкам свого війська наказ про перехід до партизанської війни, яка тривала до повного звільнення території Словаччини частинами Червоної армії навесні 1945.
30 жовтня 1944 року у Банській Бистриці відбувся військовий парад з нагоди придушення повстання, під час якого президент Словаччини Йозеф Тисо та генерал Герман Гефле вручили нагороди німецьким солдатам і офіцерам, що відзначилися у цій операції.

## Наслідки
Словацьке національне повстання не досягло своєї головної мети — усунення від влади пронацистського режиму Йозефа Тисо та відповідного виведення країни з числа військових союзників Третього Рейху. Хоча після повстання лояльна до правлячого режиму словацька армія де-факто припинила існувати і єдиною боєздатною одиницею збройних сил країни лишалася воєнізована поліція Глінкова гвардія, формально Словацька республіка залишалася воюючою стороною, і подальший прихід на її територію Червоної армії розглядався як захоплення території противника. Крім того, Словацька республіка значною мірою втратила навіть формальні ознаки незалежності, її землі потрапили під прямий контроль Вермахту та військ СС. На території країни почали активно діяти німецькі каральні айнзатцгрупи, що проводили масові вбивства мирного населення, яке підозрювалося у наданні допомоги повстанцям та партизанам.
Організований спротив на теренах країни повністю перейшов у форму партизанської війни, причому діяльність партизанських загонів і з'єднань повністю контролювалася з СРСР. Тисячі словацьких солдатів та офіцерів, що брали участь у повстанні або підозрювалися у співпраці з повстанцями, були відправлені до концентраційних таборів та знищені. Зокрема у концтаборі Флоссенбург було страчено військових керівників повстання Яна Голіана та Рудольфа Вієста.
З військово-стратегічної точки зору Словацьке національне повстання певною мірою допомогло Червоній армії у просуванні на захід, оскільки існування ще одного поля битви у власному тилу сковувало до 8 німецьких дивізій, які були саме у цей час конче потрібними для утримання фронту в Румунії, Угорщині та Польщі. До того ж, повстання прямо позбавило резерви Вермахту фактично всієї словацької армії, на яку покладалися певні надії німецького командування. Недоступною для німецьких військових потреб протягом усього періоду повстання також залишалася транспортна інфраструктура Словаччини, що була вкрай необхідною для перекидання резервів, постачання фронту, а також виведення німецьких військ з Балкан, що саме починалося.
З політичної точки зору повстання мало декілька наслідків. З наближенням завершення Другої Світової війни поставало питання повоєнного майбутнього Чехословаччини. У загальних рисах воно було наперед визначене існуванням уряду Чехословаччини у вигнанні, який був визнаний усіма членами Антигітлерівської коаліції. Утім невизначеним лишався розподіл політичних сил у майбутній відродженій Чехословаччині. У цьому контексті Словацьке національне повстання, якому передувала консолідація антифашистських сил країни, сприяло посиленню позицій комуністів, які стали однією з найбільш потужних політичних сил у Чехословаччині. Цьому також сприяло й те, що з придушенням повстання організований спротив у Словаччині фактично повністю зосередився у контрольованому комуністами партизанському русі. В результаті коаліційний уряд повоєнної Чехословаччини мав потужну комуністичну складову, що врешті-решт ініціювала переворот 1948 року, в результаті якого країна приєдналася до соціалістичного табору.

## Історичні оцінки

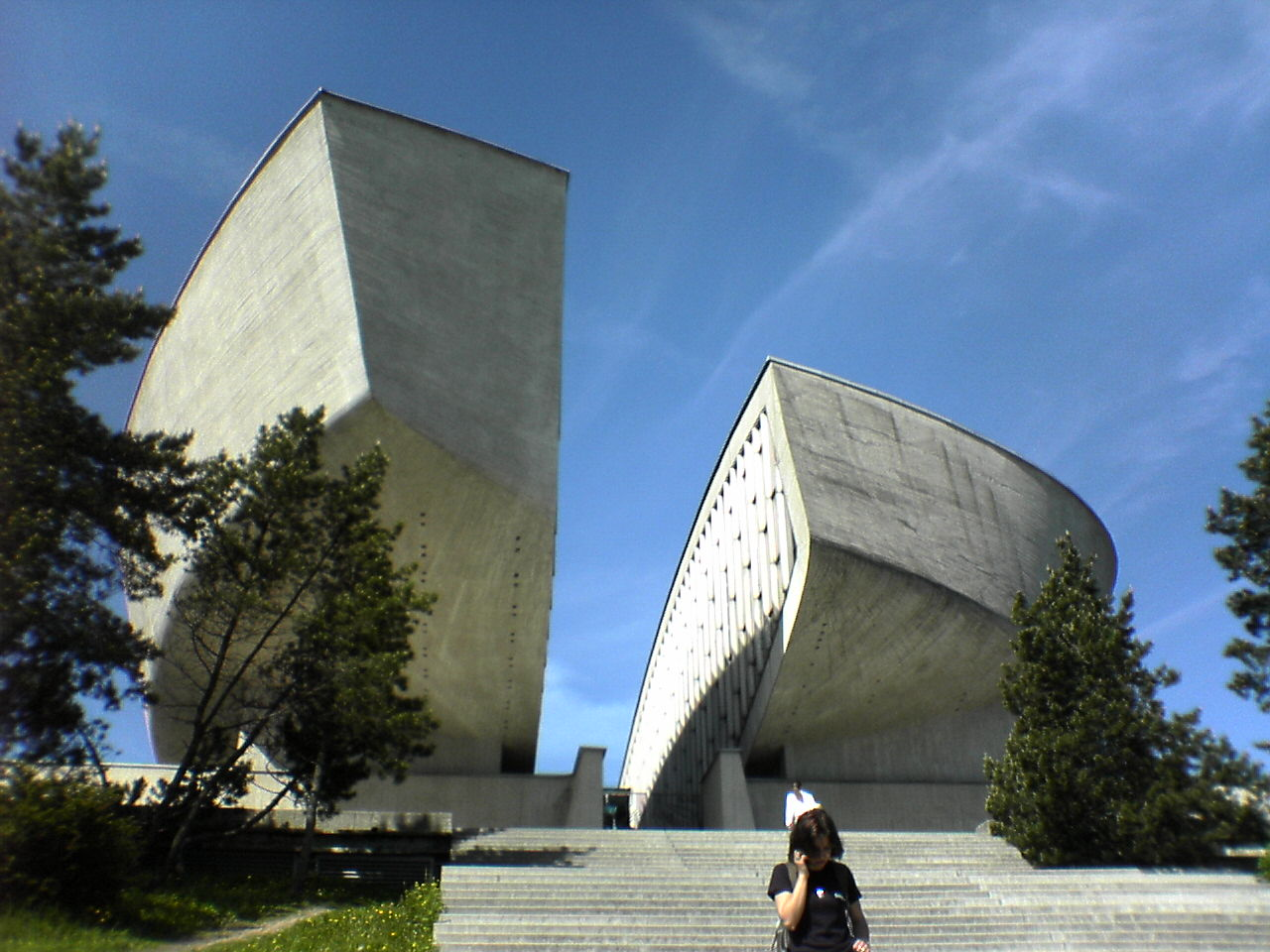
Монумент Словацькому національному повстанню у Банській Бистриці

Словацьке національне повстання як складова збройної боротьби народів Європи проти нацистських режимів періоду Другої Світової війни назагал позитивно оцінюється повоєнною історіографією. Винятком є окремі представники радикальних словацьких націоналістичних кіл, які схильні розглядати повстання як інспірований ззовні збройний заколот проти першої в історії незалежної словацької держави.
Ключові ж розходження в історичних оцінках повстання стосуються його рушійних сил та причин невдачі. Умовно можна виділити дві історіографічні традиції: «комуністичну» та «демократичну». Перша з них активно розвивалася у Радянському Союзі та Чехословаччині періоду ЧССР і надалі залишається популярною у сучасних російськомовних матеріалах з тематики Словацького національного повстання. Друга ж є притаманною західним історичним та політичним дослідженням і є домінуючою при оцінці подій повстання у сучасній Словаччині.
Згідно з «комуністичним» поглядом, основною рушійною силою Словацького національного повстання були чехословацькі та словацькі комуністичні організації, які підтримували тісний контакт з командуванням Червоної армії та отримували з Радянського Союзу все необхідне для збройної боротьби. При цьому особливий наголос робиться на ефективній діяльності партизанських загонів, що частково прийшли з території СРСР, а частково були сформовані радянськими командирами з військовополонених та місцевого населення безпосередньо на теренах Словаччини. Невдача ж повстання пов'язується насамперед з нерішучістю словацького вищого армійського командування, яке орієнтувалося на «буржуазний» чехословацький уряд у вигнанні й у вирішальні перші дні повстання не змогло забезпечити переходу найбоєздатніших частин словацького війська на бік повсталих. У цьому зв'язку найчастіше згадується Східнословацький корпус, якому відводилося ключове місце у забезпеченні збройної підтримки повстання, однак командири якого, лояльні до уряду Бенеша генерал Малар та полковник Тальський не віддали своєчасного наказу про приєднання до повсталих.
Прихильники ж «демократичної» версії подій, навпаки, бачать головну причину невдачі повстання у діяльності підконтрольних Москві партизан та зволіканні частин Червоної армії з приходом на допомогу повсталим. Зокрема, партизанські загони звинувачуються у провокуванні своїми активними діями введення до Словаччини німецьких військ, що призвело до початку повстання, який був передчасним та непідготовленим. При аналізі ж дій Червоної армії проводяться паралелі з Варшавським повстанням, що відбувалося одночасно з подіями у Словаччині. В обох випадках командування Червоної армії підозрюється у навмисному зволіканні з рішучим наступом у напрямі територій повстання, що пояснювалося небажанням радянського керівництва сприяти відновленню як у Польщі, так у Чехословаччині «буржуазних» з точки зору комуністичної ідеології довоєнних правлячих режимів, а також далекоглядними планами щодо «комунізації» Східної Європи.
Втім, обидві історіографічні традиції сходяться у тому, що співробітництво двох таборів у складі словацького руху спротиву не відрізнялося скоординованістю та злагодженістю. Лояльні до чехословацького уряду у вигнанні словацькі військові та комуністичні за ідеологічними вподобаннями партизани мали різне бачення майбутнього Словаччини, тому нерідко нехтували спільними тактичними цілями задля досягнення власної стратегічної мети.
Натомість інші непоодинокі дослідники діяльності дивізії «Галичина» відзначають, що протягом перебування у Словаччині дивізійники, навпаки, вибудували добрі стосунки з місцевим населенням та навіть захищали його від «червоних партизанів».